# Llista de videojocs multijugador de la Sega Game Gear
A la consola Sega Game Gear van ser llançats videojocs que poden ser jugats per dos o més jugadors. Com altres consoles portàtils, la Game Gear té un cable d'enllaç disponible, i els jugadors poden connectar les seves consoles i jugar contra qualsevol altre. Alguns jocs també permeten dos o més jugadors en una sola consola Game Gear, sense haver de tenir un cable d'enllaç.

## Videojocs que suporten el mode multijugador
Això és una llista de jocs que suporta el mode de dos o més jugadors. Tanmateix, no és considerada la completesa de tots els jocs que ho poden tenir.

### A
Aerial Assault
Arcade Classics

### B
Bubble Bobble

### C
Columns
Crystal Warriors

### D
Dr. Robotnik's Mean Bean Machine

### F
Faceball 2000 (Japó)
Fatal Fury Special
Formula 1 
Fred Couples Golf -- Aquest joc suporta quatre jugadors.

### G
George Foreman's KO Boxing

### M
Majors: Pro Baseball
Mighty Morphin Power Rangers
Mighty Morphin Power Rangers: The Movie
Mortal Kombat
Mortal Kombat II
Mortal Kombat 3
Ms. Pac-Man --

### O
Olympic Gold:Barcelona '92 -- Aquest joc suporta quatre jugadors.
Out Run

### P
PGA Tournament Golf -- Aquest joc suporta quatre jugadors.
PGA Tournament Golf 2 -- Aquest joc suporta quatre jugadors.
Putt & Putter

### S
Scratch Golf
Solitaire Poker
Streets of Rage
Streets of Rage 2
Super Columns
Super Monaco GP

### W
Wimbledon Tennis
World Class Leaderboard -- Aquest joc suporta quatre jugadors.
World Series Baseball
World Series Baseball '95
WWF Steel Cage Challenge